# Tipiti

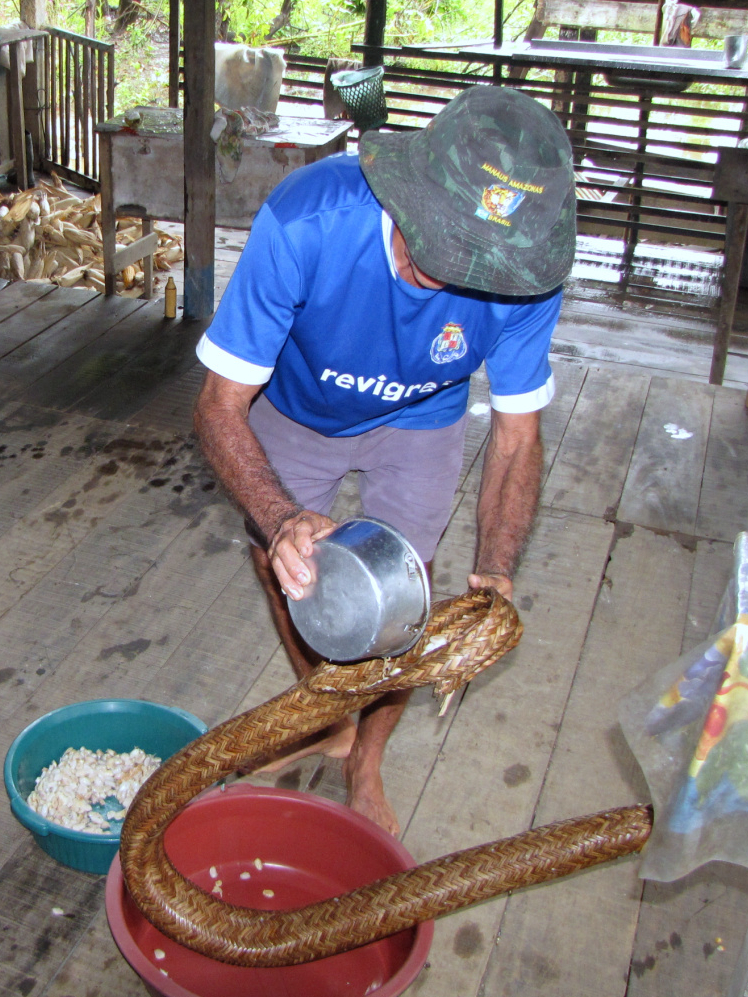
Tipiti

Een tipiti is een traditionele pers, gemaakt van gevlochten bladeren, die door inheemse volkeren in het Amazonegebied gebruikt wordt voor het vervaardigen van etenswaren.
De tipiti wordt vooral gebruikt om maniokmeel te maken. De maniok wordt hiervoor geschild en een nacht in stromend water geplaatst. In een tipiti wordt het water er dan uitgeperst. Hierdoor wordt een deel van de giftige stoffen uit de maniok verwijderd. De tipiti heeft een opening waar de maniokpulp in gestopt kan worden, het andere uiteinde wordt meestal aan een wand vastgebonden. De benodigde druk wordt veroorzaakt door de zwaartekracht, eventueel gaat men ook op de tipiti zitten.
Behalve voor maniokmeel kan de tipiti ook gebruikt worden om olie uit de zaden van de krappa te persen.